# Gordon Banks
Gordon Banks, född 30 december 1937 i Sheffield, död 12 februari 2019 i Stoke-on-Trent, var en engelsk fotbollsspelare och målvakt. Han betraktades som en av tidernas bästa målvakter och blev världsmästare med England 1966. "Banks of England", som han kallades, gjorde 73 landskamper och höll nollan 35 gånger.

## Biografi
Gordon Banks föddes i Sheffield och skulle arbeta i gruvan och som murare när han blev erbjuden en plats i Chesterfield som lärling. Efter värnplikt i Tyskland, där han vann Rhencupen med sitt regementslag, kom han tillbaka och fick ett kontrakt med Chesterfield som leddes av managern Teddy Davison. I Chesterfield nådde Banks finalen i FA Youth Cup där man förlorade mot Manchester United. 1958 följde debuten i A-laget mot Colchester United i Englands tredjedivision. 1959 följde övergången till Leicester City. 1963 följde landslagsdebuten för England mot Skottland på Wembley Stadium. Banks lämnade Leicester för Stoke City 1967. 

### Mexiko 1970

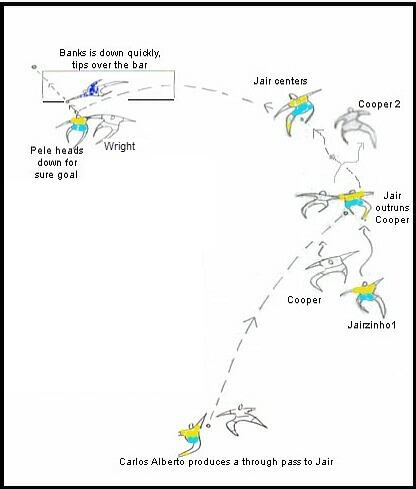
Skiss av skeendet när Gordon Banks räddade en nick av Pelé

Under VM i Mexiko 1970 gjorde Banks vad som kommit att kallas  "Århundradets räddning" när han räddade en nick av Pelé i gruppspelsmatchen mot Brasilien. Banks tvingades stå över kvartsfinalen mot Västtyskland då han skadats. Han ersattes av Peter Bonetti. England åkte ut efter 2-3 mot Västtyskland. Efter VM spelade Banks vidare för England med Peter Shilton som andremålvakt.

### Karriärslut
Banks blev blind på ena ögat efter en bilolycka den 22 oktober 1972 och meddelade att hans karriär var till ända 1973. Han efterträdare i Stoke blev Peter Shilton. En comeback följde 1977 i Fort Lauderdale Strikers där han blev utsedd till "Ligans mest värdefulla spelare" under två säsonger i North American Soccer League. Han gjorde sedan också ett inhopp i St Patrick's Athletic.
Gordon Banks avled den 12 februari 2019 i en ålder av 81 år.

## Klubbar
- Chesterfield FC (1955–1959)
- Leicester City FC (1959–1967)
- Stoke City FC (1967–1972)
- Fort Lauderdale Strikers (1977–78)